# Арскиршен
Арскиршен (фр. Harskirchen) — коммуна на северо-востоке Франции в регионе Гранд-Эст (бывший Эльзас — Шампань — Арденны — Лотарингия), департамент Нижний Рейн, округ Саверн, кантон Ингвиллер. До марта 2015 года коммуна административно входила в состав упразднённого кантона Сар-Юньон (округ Саверн).

## Географическое положение
Коммуна расположена на расстоянии около 350 км на восток от Парижа и в 65 км северо-западнее Страсбура.
Площадь коммуны — 14,42 км², население — 842 человека (2006) с тенденцией к стабилизации: 848 человек (2013), плотность населения — 58,8 чел/км².

## Население
Население коммуны в 2011 году составляло 836 человек, в 2012 году — 838 человек, а в 2013-м — 848 человек.
| 1962 | 1968 | 1975 | 1982 | 1990 | 1999 | 2006 | 2008 | 2011 | 2012 | 2013 |
| ---- | ---- | ---- | ---- | ---- | ---- | ---- | ---- | ---- | ---- | ---- |
| 721  | 742  | 811  | 821  | 871  | 847  | 842  | 882  | 836  | 838  | 848  |

Динамика населения:

## Экономика
В 2010 году из 553 человек трудоспособного возраста (от 15 до 64 лет) 402 были экономически активными, 151 — неактивными (показатель активности 72,7 %, в 1999 году — 67,6 %). Из 402 активных трудоспособных жителей работали 362 человека (192 мужчины и 170 женщин), 40 числились безработными (15 мужчин и 25 женщин). Среди 151 трудоспособных неактивных граждан 39 были учениками либо студентами, 60 — пенсионерами, а ещё 52 — были неактивны в силу других причин.

## Достопримечательности (фотогалерея)
- Протестантская церковь
- Портал в стиле барокко
- Интерьер протестантской церкви
- Орган
- Здание мэрии и католической церкви
- Старое здание
- Скамья в наполеоновском стиле